# 奈良政経新聞
奈良政経新聞（ならせいけいしんぶん）は、奈良政経新聞株式会社が奈良県域で発行している新聞である。

## 企業情報

### 役員
- 山本譲二（社主）
- 田村耕一（相談役 兼 論説委員長）
- 染谷和則（代表取締役 兼 論説委員）
- 寺前伊平（顧問 兼 論説委員）
- 池田義久（印刷局長）
- 永野宏司（営業局長）
- 内橋裕和（顧問弁護士）